# Carmen Vidal Ballester
Carmen Vidal Ballester (Algèria, 28 de juny 1915 - Alcoi, 10 de febrer de 2003) va ser la fundadora de Germaine de Capuccini, una de les empreses de cosmètica professional de major prestigi en el món. Des que era una xiqueta, sempre es va sentir atreta per la bellesa, la moda i, sobretot, la cura de la pell.

## Biografia
Va néixer a Reghaïa, una població al nord d'Algèria. La seva infància va transcórrer entre tots dos països, vivint durant diversos anys a Espanya. En la seva adolescència, va tornar a Algèria amb el seu pare, estada que marcaria el seu futur de manera decisiva. Va descobrir com les dones d'aquell país es maquillaven, elaboraven les seves pròpies cremes i ungüents a base de productes naturals i herbes. A la fi de 1932 va tornar a Espanya i va començar a posar en pràctica tot l'après. acabats de complir els 20 anys va conèixer al que seria el seu marit, Vicente Vidal, amb el qual va tenir quatre fills.
Durant la dècada dels quaranta del segle xx, en plena postguerra, va haver d'abandonar totes les seves expectatives relacionades amb l'estètica. Va ser a principis de la dècada dels cinquanta quan va reprendre el seu projecte i va viatjar de nou a Algèria, on va treballar com a ajudant personal de Madame Fabré, reconeguda esteticista de l'època, mentre estudiava infermeria i fisioterapeuta.
En 1962 es va instal·lar a França on va ingressar en els laboratoris més prestigiosos de París amb la idea d'avançar en la seva professió i continuar els seus estudis de cosmètica. Va col·laborar com a articulista en la revista ELLE on compartia els seus coneixements de bellesa i va compaginar els estudis amb un treball d'infermera que li va permetre obrir una petita perruqueria i saló de bellesa a Alcoi, on estava instal·lada la seva família.
Els primers cosmètics i cremes que ella mateixa fabricava, es basaven en matèries primeres bàsiques totalment naturals com a oli d'ametlles dolces, esperma de balena, alvocat, aigua de roses, cera d'abelles, germen de blat o caléndula.
Va morir el febrer de 2003.

## Creació de Germaine de Capuccini
A la fi dels seixanta Carmen va deixar París per a reunir-se amb la seva família i complir el seu somni: transformar la perruqueria en un institut de bellesa amb fabricació pròpia. Va ser llavors, el 1964 quan va néixer la seva marca: Germaine de Capuccini.
Germaine era el nom francès pel qual la coneixien a París, i Capucine era una de les actrius més famoses d'aquells anys i que representava un autèntic ideal de bellesa per a ella. Carmen Vidal va donar amb el nom idoni en una època marcada per la difícil situació econòmica i política d'Espanya en els anys 60. La seva vocació d'internacionalització, des de l'inici, va suggerir aquesta bella creació que conjumina el francès i l'italià i que suggereix elegància i modernitat. Un ideari aspiracional que reclamava la dona del moment, la qual sospirava per la bellesa, l'alta societat i el glamur que icones procedents d'Europa i els Estats Units com Grace Kelly i Ava Gardner van representar a la perfecció, i per descomptat l'actriu i model francesa Capucine.
Els secrets de bellesa apresos a Alger durant la seva infància juntament amb les tècniques cosmètiques adquirides a París, haurien de convertir-se en l'estendard d'una de les empreses de cosmètica professional de major prestigi en el món: Germaine de Capuccini.
En 1976 la companyia va passar a ser una societat anònima. Els seu fill Jesús Vidal el va succeir a la presidència de l'empresa, i el 2016 el seu net Raúl.

## Influència
Carmen Vidal va ser una dona visionària: va crear una empresa dedicada a l'estètica professional i a les necessitats de la dona, sent una de les pioneres en la professionalització del sector de la bellesa i l'estètica a Espanya. Va realitzar una enorme tasca social, oferint a la dona dels anys 60 i 70 una formació i un ofici, el d'esteticista, la qual cosa va suposar d'alguna manera l'inici de l'emancipació femenina.
Carmen Vidal és considerada la creadora del primer Imperi Cosmètic a Espanya, equiparant-la amb noms com Elizabeth Arden, Estée Lauder, Helena Rubinstein o les germanes Carita, un reconeixement publicat en el núm. 263 de la Revista Marie Claire, en el reportatge “Amb elles va arribar la Revolució”.
A la Universitat Carles III de Madrid, el 2004 es va crear el Instituto Universitario “Carmen Vidal Ballester” sobre desarrollo empresarial tot i que el 16 de maig de 2013 va canviar de nom a Instituto para el desarrollo empresarial INDEM